# 마해송문학상
마해송문학상(馬海松文學賞)은 대한민국의 아동문학가, 동화작가, 수필가 마해송의 업적을 기리고 대한민국의 아동문학 발전을 지원하기 위해 문학과지성사에서 제정한 문학상이다.

## 역대 수상작
| 회     | 수상연도 | 작가        | 작품                     |
| ------ | -------- | ----------- | ------------------------ |
| 제1회  | 2005년   | 유영소      | 〈겨울 해바라기〉        |
| 제2회  | 2006년   | 김양미      | 〈찐찐군과 두빵두〉      |
| 제3회  | 2007년   | 김려령      | 〈기억을 가져온 아이〉   |
| 제4회  | 2008년   | 오채        | 〈날마다 뽀끄땡스〉      |
| 제5회  | 2009년   | 이송현      | 〈아빠가 나타났다!〉     |
| 제6회  | 2010년   | 정옥        | 〈이모의 꿈꾸는 집〉     |
| 제8회  | 2011년   | 정설아      | 〈황금 깃털〉            |
| 제9회  | 2012년   | 당선자 없음 |                          |
| 제10회 | 2013년   | 정지원      | 〈샤워〉                 |
| 제11회 | 2014년   | 장성자      | 〈모르는 아이〉          |
| 제12회 | 2015년   | 신문선      | 〈해피 버스데이 투 미〉  |
| 제13회 | 2016년   | 김아영      | 〈난생 처음 히치하이킹〉 |
| 제14회 | 2017년   | 황지영      | 〈리얼 마래〉            |